# Philippe Édouard Léon Van Tieghem
Philippe Édouard Léon Van Tieghem (19 de abril de 1839, Bailleul - 28 de abril de 1914, París) fue un botánico, micólogo y algólogo francés.
Huérfano, fue criado por miembros de su familia. Obtiene su bachillerato en 1856, y estudia en la Escuela Normal Superior siguiendo los curos de Joseph Bertrand (1822-1900), de Charles Joseph Sainte-Claire Deville (1814-1876) y de Louis Pasteur (1822-1895). Este último le permite trabajar en su laboratorio. Así comienza a trabajar sobre los cultivos de champiñones y poner a punto la "célula de Van Tieghem", que permite observar al microscopio el desarrollot de micelios.
Obtiene su doctorado de Física en 1864 y comienza a enseñar Botánica en la Escuela Normal Superior. En 1866, obtiene un segundo título de doctor en historia natural.
De 1873 a 1886, enseña en la Escuela Central de Artes y Oficios.
Traduce, en 1873, el Traité de botanique de Julius von Sachs (1832-1897).
Es nombrado miembro en 1871 de la Sociedad Filomática de París y en 1876 de la Academia de las Ciencias Francesa, institución que dirige en 1899.
Van Tieghem entra al Museo Nacional de Historia Natural de Francia en 1878. Y enseña en el "Instituto Agronómico de París.

## Algunas publicaciones
- Recherches comparatives sur l'origine des membres endogènes dans les plantes vasculaires, 1889

- Eléments de botanique, 1898

- L'Oeuf des Plantes considéré comme base de leur Classification, 1901

- Nouvelles observations sur les Ochnacées, 1903

- Sur les Luxembourgiacées, 1904

- Travaux divers: Pistil et fruit des Labiées, Boragacées et des familles voisines: Divers modes de Placentation: Anthères hétérogènes. : Une graminée à rhizome schizostélique: A propos de la Strasburgérie, 1907[1]

## Honores

### Epónimos
Géneros
- Tieghemia
- Tieghemella

## Fuente
- (en francés) Biografía en el Instituto Pasteur